# Duplachionaspis graminella
Duplachionaspis graminella är en insektsart som först beskrevs av Borchsenius 1949.  Duplachionaspis graminella ingår i släktet Duplachionaspis och familjen pansarsköldlöss. Inga underarter finns listade i Catalogue of Life.